# العصور الوسطى المبكرة
- إمبراطورية شارلمان (814)

| شبه جزيرة البلقان / غرب آسيا - الإمبراطورية الرومانية الشرقية - الخلافة العباسية - بلغاريا - صربيا شمال أوروبا / شبه جزيرة إسكندنافيا - نورسيمين - القبائل الفنلندية - سويديون وقوط - دنماركيون شرق أوروبا - إستيون - قبائل سلافية - مملكة الخزر - قبائل مجرية - مملكة الآفار (غير ظاهرة) | الجزر البريطانية - أيرلندا - بيكتس - إسكتلنديون - ويلزيون - إنجلترا شبه الجزيرة الإيطالية - دوقية بينيفينتو - سردينيا - صقلية شبه الجزيرة الإيبيرية - مملكة أستورياس - إمارة قرطبة |

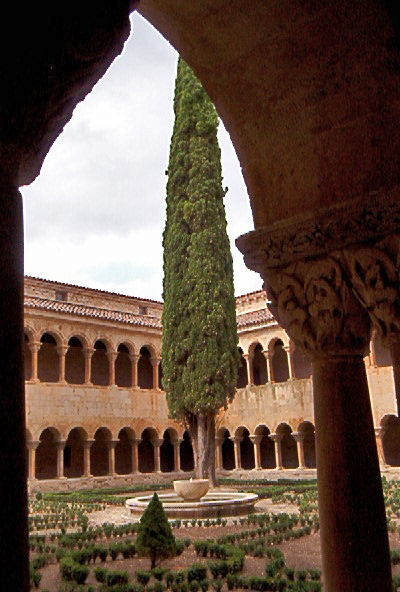
تركزت الحياة الثقافية في أوروبا العصور الوسطى المبكرة في الأديرة

في تاريخ أوروبا تبدأ العصور الوسطى المبكرة أو العصور الوسطى الأولى بعد سقوط الإمبراطورية الرومانية الغربية من سنة 500 للميلاد حتى 1000. بعد العصور الوسطى المبكرة جاءت العصور الوسطى المتوسطة.
حدد المؤرخون العصور الوسطى المبكرة أو فترة العصور الوسطى المبكرة بصفتها العصور الوسطى للتاريخ الأوروبي، والتي يُشار إليها أحيانًا باسم العصور المظلمة، واستمرت هذه الفترة من القرن الخامس أو السادس وحتى القرن العاشر. يؤكد المصطلح البديل «العصور القديمة المتأخرة» على وجود عناصر استمرارية للإمبراطورية الرومانية، بينما يُستخدم مصطلح «العصور الوسطى المبكرة» للتأكيد على التطورات التي كانت تميز فترة العصور الوسطى المبكرة. وعلى هذا النحو، يتداخل هذا المفهوم الآن مع العصور القديمة المتأخرة، وخاصةً في أعقاب تدهور الإمبراطورية الرومانية الغربية، بل ويسبق أيضًا فترة العصور الوسطى العليا (من القرن الحادي عشر وحتى القرن الثالث عشر).
شهدت هذه الفترة استمرارًا لتوجهات جليّة منذ العصور الكلاسيكية القديمة، بما في ذلك انخفاض عدد السكان ولا سيما في المراكز الحضرية، وتراجع التجارة، وتزايد بسيط في ظاهرة الاحتباس الحراري، وارتفاع معدل الهجرة. سُميت العصور الوسطى المبكرة في القرن التاسع عشر بـ«العصور المظلمة»، وهو توصيف يعتمد على ندرة الإنتاج الأدبي والثقافي النسبية في ذلك الوقت. ومع ذلك، استمرت الإمبراطورية الرومانية الشرقية، أو الإمبراطورية البيزنطية باقيةً راسخة، وذلك على الرغم من غزو الخلافة الراشدة والدولة الأموية مساحات واسعة من الأراضي الرومانية السابقة في القرن السابع.
تراجعت العديد من الاتجاهات المدرجة لاحقًا في فترة العصور الوسطى المبكرة. أحيا شارلمان ملك الفرنجة لقب «الإمبراطور» في أوروبا الغربية، والذي أثرت إمبراطوريته الكارولينجية تأثيرًا كبيرًا على الهيكل الاجتماعي الأوروبي والتاريخ الأوروبي اللاحق.
شهدت أوروبا عودة الزراعة المنتظمة برعاية النظام الإقطاعي، والذي تبنى العديد من الابتكارات مثل نظام الدورة الزراعية والمحراث الثقيل. استقرت الهجرة البربرية في معظم أنحاء أوروبا، وذلك على الرغم من توسع الفايكنغ الذي أثر تأثيرًا كبيرًا على أوروبا الشمالية.

## لمحة تاريخية

### انهيار روما
بدأت المؤشرات المختلفة للحضارة الرومانية في التدهور ابتداءً من القرن الثاني، بما في ذلك التحضر، والتجارة البحرية، والكثافة السكانية. تعرف علماء الآثار على 40 % فقط من حطام السفن الموجود في البحر الأبيض المتوسط من القرن الأول وحتى القرن الثالث، إذ تشير إحصائيات عدد سكان الإمبراطورية الرومانية خلال الفترة الممتدة من 150 وحتى 400، إلى انخفاض التعداد السكاني من 65 وحتى 50 مليون نسمةً، أي انخفاض أكثر من 20 % من التعداد السكاني الكلي. قرن بعض الباحثين هذا الانخفاض السكاني بفترة العصور المظلمة الباردة (300 - 700)، حيث تلفت بعض المحاصيل الزراعية نتيجةً لانخفاض درجات الحرارة العالمية.
هاجرت الشعوب الجرمانية باتجاه الجنوب في أوائل القرن الثالث من البلاد الإسكندنافية ووصلت إلى البحر الأسود، الأمر الذي خلق اتحادات هائلة ضد السارماتيين المحليين. أنشأ القوط (أحد الشعوب الجرمانية) في داقية (رومانيا الحالية)، وعلى السهوب الموجودة شمال البحر الأسود مملكتين على الأقل: طرونجة وغرويثونيغ.
أنهى وصول مجموعة الهون -اتحاد قبائل آسيا الوسطى- في عام (372 - 375) تاريخ هذه الممالك، بل وبنوا إمبراطورية لهم في أوروبا. أتقن الهون فن إطلاق الأسهم باستخدام القوس أثناء ركوب الخيل. لجأت القبائل القوطية إلى الأراضي الرومانية في عام 376، ووافقوا على دخول الإمبراطورية بصفة مستوطنين غير مسلحين، ولكن الكثير منهم رشا حرس حدود نهر الدانوب للسماح لهم بإحضار أسلحتهم.
جعل الانضباط والتنظيم من الفيلق الروماني وحدة قتال رائعة، إذ فضل الرومان المشاة على سلاح الفرسان، لأن المشاة يمكن تدريبهم على الحفاظ على التشكيلة القتالية، بينما يميل الفرسان إلى التشتت عند مواجهة العدو.
أدى انخفاض النشاط الزراعي والاقتصادي إلى خفض الدخل الخاضع للضريبة في الإمبراطورية، وبالتالي قدرتها على الحفاظ على جيش محترف يدافع عن نفسه من التهديدات الخارجية.
ثار القوطيون في الحرب القوطية التي حصلت عام (376 - 382)، وواجهوا الجيش الروماني الرئيسي في معركة أدريانوبل التي حصلت عام (378). انهار بحلول هذا الوقت الامتياز بين الجيش الروماني النظامي والمساعدين البرابرة، إذ تكوّن الجيش الروماني بشكل أساسي من البرابرة والجنود الذين جُندوا لحملة موحدة. أدى الانخفاض العام في الانضباط إلى استخدام دروع أصغر وأسلحة خفيفة.
أمر الإمبراطور الشرقي فالنس بشن هجوم على مشاة طرونجة تحت إمرة القائد العسكري فريتيجرن، دون أن ينتظر تعزيزات الإمبراطور الغربي غراتيان التي كانت في طريقها إليه. وصل سلاح الفرسان في غريثونغ في الوقت الذي كان فيه الرومان منغمسين بالمعركة بشكل كامل، إذ تمكن ثلث الجيش الروماني فقط من الفرار، وتمثل هذه المعركة الهزيمة الأكثر تحطيمًا التي عانى منها الرومان منذ معركة كاناي التي حصلت عام (216 قبل الميلاد) وفقًا للكاتب العسكري الروماني أميانوس مارسيليانوس. دُمر جيش الإمبراطورية الرومانية الشرقية الرئيسي، وقُتل فالنس، وأُطلق سراح القوط لينقلوا النفايات إلى البلقان، بما في ذلك الأسلحة الموجودة على طول نهر الدانوب. علق إدوارد جيبون «إن الرومان الذين يذكرون بشكل قاطع وموجز للغاية أفعال العدالة التي تمارسها الجحافل، يحتفظون بتعاطفهم وبلاغتهم نتيجةً لمعاناتهم، حيث غزت جيوش البرابرة المنتصرة المقاطعات والمناطق المقفرة».
افتقرت الإمبراطورية إلى الموارد، وربما الإرادة من أجل إعادة بناء جيش متنقل محترف قد يُدمَّر في أدريانوبل، ولذلك كان عليها الاعتماد على الجيوش البربرية للقتال من أجل ذلك. نجحت الإمبراطورية الرومانية الشرقية في شراء القوط مقابل إتاوة. أثبتت الإمبراطورية الرومانية الغربية أنها أقل حظًا خلال تلك الفترة، إذ جرد ستيليشو القائد العسكري لنصف قبيلة الوندال في الإمبراطورية الغربية، قوات راين من الحدود، وذلك من أجل صد الغزوات الإيطالية التي قام بها القوطيون الغربيون في عام (402 - 403)، وثم جماعات أخرى من القوطيين في عام (406 - 407).
بعد أن فر ما تبقى من الجيش الروماني، هجم كل من الهون، وندال، وسويبيون، وآلان عبر نهر الراين المجمد بالقرب من ماينز؛ انحلت الحدود في 31 كانون الأول (ديسمبر) من عام 406، واندفعت هذه القبائل إلى بلاد الغال الرومانية، إذ قطع الإمبراطور الروماني هونوريوس الغربي، رأس ستيليشو في عام (408).  
استولى القوطيون الغربيون في عام 410 بقيادة ألاريك الأول على مدينة روما، واستمر إطلاق النار والقتل لمدة ثلاثة أيام، وامتلأت الشوارع بالجثث، وجُردت القصور من ممتلكاتها الثمينة، واستجوب الغزاة هؤلاء المواطنين وعذبوهم.

## عصر الهجرات
كان القوط والوندال أول المجموعات التي أغرقت أوروبا الغربية في ظل غياب حكم إداري. وعاش البعض منهم هناك فقط من أجل القتال والنهب وازدراء الطرق الرومانية. بينما كانت الشعوب الأخرى على اتصال طويل مع الحضارة الرومانية، وكان يهيمن عليها الطابع الروماني إلى حد ما. وقد قال ملك القوط الشرقيين ثيودوريك العظيم «الروماني الفقير يلعب دور القوطي، والقوطي الثري يلعب دور الروماني». وكان رعايا الإمبراطورية الرومانية مزيجًا من المسيحيين الرومانيين، والمسيحيين الآريوسيين، والمسيحيين النسطوريين، والوثنيين. أما الشعوب الجرمانية التي عرفت القليل عن المدن والمال والكتابة، كان معظمها من الوثنيين، على الرغم من اعتناق الكثير منهم للآريوسية. والآريوسية هي فرع من فروع المسيحية قدمه القسيس الإسكندري آريوس في أوائل القرن الرابع. إذ أعلن آريوس أن المسيح ليس إلهًا حقيقيًا بل كائن مخلوق. وكانت فرضيته الأساسية هي تفرد الله، إذ أنه وحده موجود بذاته وغير قابل للتغيير؛ أما الابن، الذي ليس قائما بذاته، لا يمكن أن يكون الله.
خلال عصر الهجرات Völkerwanderung (ترحال الشعوب)، كان السكان المستوطنون الأوائل في بعض الأحيان يتركون على حالهم، ولكن غالبًا ما كانوا يهجرون بشكل جزئي أو كليًا. فالحضارة الرومانية شمال نهر بو قد نزحت بشكل كامل بسبب المهاجرين. في حين أن شعوب فرنسا وإيطاليا وإسبانيا استمرت بالتحدث بلهجات اللغة اللاتينية والتي تشكل اليوم اللغات الرومانسية، أما لغة السكان الأقل عددًا من الحقبة الرومانية -التي كانت في ما يعرف الآن بإنجلترا- اختفت دون أثر في المناطق التي استوطنها الأنجلو-سكسون، على الرغم من بقاء متحدثين باللغات الكلتية الجزيرية في الممالك البريطانية في الغرب. لقد غيرت الشعوب الجديدة المجتمع الأساسي إلى حد كبير، وشملت هذه التغييرات القانون والثقافة والدين وأنماط الملكية.
وفرت فترة باكس رومانا المستقرة ظروفًا آمنة للتجارة والتصنيع، وبيئة ثقافية وتعليمية موحدة من العلاقات بعيدة المدى. ولكن بعد فقدان سلام هذه المرحلة، حكم الملوك المحليون، وأحيانًا أعضاء من النخبة الحاكمة ذات الطابع الروماني، وأحيانًا أمراء جدد من حضارات أجنبية. واستمرت الحضارة الرومانية حتى القرن السادس أو السابع في مناطق آكيتين وأربونة وجنوب إيطاليا وصقلية وبايتيكا (جنوب إسبانيا) والساحل الأيبيري والمتوسطي.
أدى هذا الانهيار التدريجي والتحول في الروابط الاقتصادية والاجتماعية والبنية التحتية إلى تطلعات محلية متزايدة. وكان هذا الانهيار سريعًا ودائمًا في كثير من الأحيان بحيث أصبح من غير الآمن السفر أو نقل البضائع عبر أي مكان؛ وكان هناك انهيار في التجارة والتصنيع المخصص للتصدير. واختفت الصناعات الرئيسية التي اعتمدت على التجارة، مثل صناعة الفخار، في أماكن مثل بريطانيا. وتمكنت تينتغل في كورنوال، وكذلك العديد من المراكز الأخرى، من الحصول على إمدادات جيدة من السلع الفاخرة المتوسطية حتى القرن السادس الميلادي، ولكنها فقدت بعد ذلك روابطها التجارية. مثلما اختفت البنية التحتية الإدارية والتعليمية والعسكرية بشكل سريع، وفُقد هرم المناصب الروماني المتبع، الأمر الذي أدى إلى انهيار المدارس وإلى ارتفاع نسب الأمية حتى بين القيادات. وفي بداية هذه الفترة تأسس عمل كل من كاسيودوروس (توفي نحو 585) وألكوين من يورك (توفي 804) من أجل نشر تعليم القراءة والكتابة. أما بالنسبة للمنطقة الرومانية السابقة، كان هناك انخفاض آخر بنسبة 20 بالمئة في عدد السكان بين 400 و600، أو انخفاض بمقدار الثلث بنسبة 150-600. وفي القرن الثامن، بلغ حجم التجارة أدنى مستوى له. ويؤيد ذلك العدد القليل جدًا من حطام السفن التي وجدت مؤرخة من القرن الثامن (الذي يُشكل أقل من 2 بالمئة من عدد حطام السفن المؤرخة من القرن الأول). ونشطت حركة إعادة تحريج وتراجعت الزراعة نحو 500.
وعمل الرومان وفق نظام دورتين زراعيتين، حيث يزرع المحصول في حقل ويترك الحقل الأخر محروثًا للقضاء على الأعشاب. اختفت الزراعة المنتظمة بشكل كبير وقلت المحاصيل. ويُقدر أن طاعون جستنيان الذي بدأ في عام 541 وبقي مستمرًا لمدة 150 عامًا قد قتل نحو 100 مليون إنسان عبر العالم. ويقول بعض المؤرخين مثل خوسيه سي. رسل (1958) أن تعداد السكان في أوروبا قد خسر نحو 50 إلى 60 بالمئة منذ عام 541 حتى عام 700. بعد عام 750، لم تظهر أمراض وبائية كبرى مرة أخرى في أوروبا حتى ظهور الموت الأسود (الطاعون) في القرن الرابع عشر. مثلما لم يدخل مرض الجدري -الذي قُضي عليه في أواخر القرن العشرين- بشكل قاطع إلى أوروبا الغربية حتى نحو عام 581 حين وجد وصف قدمه الأسقف غريغوري من تورز لشهود عيان يصفون السمات المميزة لمرض الجدري. وقد قضت موجات الأوبئة هذه على أعداد كبيرة من سكان الريف. وفقدت معظم التفاصيل عن الأوبئة، وهذا يعود غالبًا إلى نقص السجلات المكتوبة التي تعود لتلك الفترة.
لمدة تقرب الألف عام، كانت روما هي المدينة الأكبر والأكثر ثراءً والأهم سياسيًا في أوروبا. ونحو عام 100، كان تعداد سكانها يقرب 450 ألف شخص، وانخفض هذا العدد ليصبح 20 ألفًا خلال العصور الوسطى المبكرة، الأمر الذي جعل هذه المدينة الكبيرة عبارة عن تجمعات من المباني المأهولة بين مناطق واسعة من الأنقاض والغطاء النباتي.